# Fukurokuju

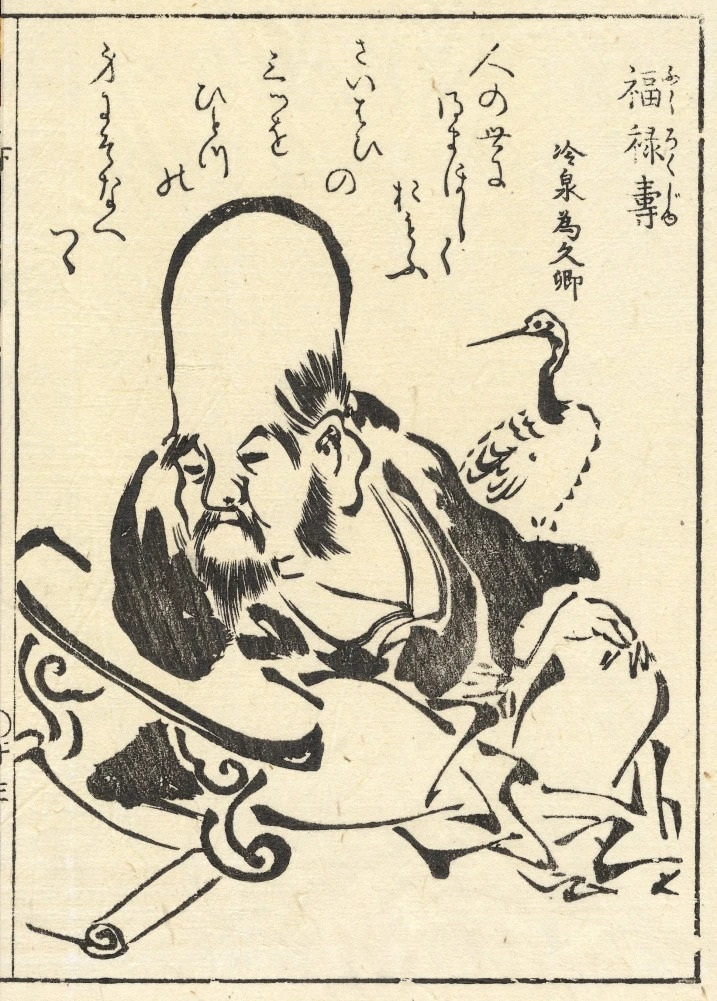
Fukurokuju

Au Japon, Fukurokuju (福禄寿) (du japonais fuku, “bonheur”; roku, “richesse”; et ju, “longévité”) est une des Sept Divinités du Bonheur dans la mythologie Shinto.
Il est le dieu de la richesse, de la longévité, de la virilité et de la sagesse.
Il est représenté sous les traits d'un vieillard à la tête chauve et allongée, portant une barbe blanche, s'appuyant sur une canne orné d'un rouleau de document et tenant un éventail (ogi, オギ) dans l'autre main.
Fukurokuju est accompagné de grues. Il incarne l'étoile antarctique.
Fukurokuju est souvent confondu avec Jurōjin qui est accompagné d'un cerf noir.